# 小埃格港鎮區 (新澤西州)
小埃格港鎮區（英語：Little Egg Harbor Township）是位於美國新澤西州海洋縣的一個鎮區。

## 地方資料
小埃格港鎮區的面積為188.99平方千米，當中陸地面積為122.63平方千米，而水域面積為66.36平方千米。根據2020年美國人口普查的數據，當地共有人口20784人，而人口密度為每平方千米109.97人。